# Josse ben Josse
Josse ben Josse (auch: Jose ben Jose; Josse ist Kurzform für Josef) ist der älteste mit Namen bekannte jüdische liturgische Dichter (Pajjtan), von dem u. a. zwei den Opferdienst am Jom Kippur im Tempel zu Jerusalem anschaulich schildernde Aboda-Dichtungen stammen.
Sein Beiname war ha-Jatom („die Waise“, wohl daraus abgeleitet, dass er den Namen seines Vaters trägt).
Seine Dichtungen sind gekennzeichnet durch eine edle Sprache sowie einen rhythmischen, aber noch reimlosen, getragen-erhabenen Versduktus.
Jose lebte in Palästina. Seine Lebenszeit wird in der Forschung verschieden angesetzt und schwankt zwischen dem 4. bis 7. nachchristlichen Jahrhundert.